# Gish
Gish – pierwszy album studyjny The Smashing Pumpkins. Jego nazwa pochodzi od nazwiska Lillian Gish, gwiazdy kina niemego. W jednym z wywiadów Billy Corgan uzasadniał tę decyzję: „Moja babcia mówiła mi, że jednym z największych wydarzeń w jej życiu był przejazd Lilian Gish pociągiem przez jej miasteczko. Moja babcia mieszkała w zupełnej dziurze, więc to była wielka sprawa.”.
Album nagrano między grudniem 1990 a marcem 1991 w należącym do Butcha Viga Smart Studios w Madison w stanie Wisconsin, a wydano 28 maja 1991 poprzez wytwórnię Caroline Records. Po kilku latach zremasterowaną z taśmy analogowej wersję wypuściła wytwórnia Virgin Records.
Znajduje się na nim 10 utworów, z czego 5 jest premierowych. Inna wersja „I Am One” została wydana na singlu w 1990, wersje demo „Daydream” i „Rhinoceros” wydane zostały w 1989 na demie Moon, wszystkie wymienione razem z „Bury Me” wyszły także na promo 5 Song Sampler, a „Tristessa” ukazała się na singlu dla Sub Pop w 1990. Pod koniec utworu „Rhinoceros” słychać kilkanaście ścieżek gitarowych sprzężeń imitujących przelatujące samoloty. Album promowały single „Siva” (1991), „Rhinoceros” (wydany samodzielnie w 1991 i jako epka Lull w 1992) oraz „I Am One” (wersja płytowa w 1992). Do wszystkich powstały teledyski, „I Am One” był niepublikowany aż do 2000. z powodu niezadowolenia zespołu z rezultatu.
Gish osiągnął w Stanach Zjednoczonych status platynowej płyty, do maja 2005 rozchodząc się w ilości 1,1 miliona egzemplarzy.

## Historia
"Rhinoceros” z tego albumu, napisany we wczesnym 1989 roku, był punktem zwrotnym w karierze zespołu. Do momentu jego napisania grali nowofalową muzykę spod znaku The Cure. Większość nowego, bardziej psychodelicznego materiału została zarejestrowana w lipcu 1989 roku podczas sesji z producentem Markiem Ignoffo. Nagrane podczas tej sesji 17 utworów użyte zostało na 9-utworowe demo Moon, singiel dla wytwórni Limited Potential i posłużyło jako wczesna baza albumu Gish.

## Styl
Album znacznie różni się od późniejszych wydawnictw zespołu. Posiada już charakterystyczne dla Corgana gitarowe melodie, ale piosenki mają bardziej rozbudowane konstrukcje bez podziału na zwrotki i refreny, w dużej mierze opierając się na kontrastach głośno/cicho, a teksty zamiast osobistej introspekcji poruszają się po rejonach symboliki i surrealizmu. Brzmienie jest bardzo psychodeliczne i żywe, pozbawione późniejszej ciężkości i agresji. Kontrastował też z ówczesnymi zespołami ery grunge będąc bliżej wczesnego Neila Younga i Blue Cheer niż inspirowane Black Sabbath, heavy metalem i punkiem dokonania Soundgarden i Pearl Jam. Za to utwór Daydream był zainspirowany twórczością My Bloody Valentine - ich płyta Isn't Anything wywarła na Corganie ogromne wrażenie. Do czasu wydania Monuments to an Elegy, w 2014 roku, był to najkrótszy album zespołu, trwający zaledwie niewiele ponad 40 minut. Jest to też jedyny album zespołu wydany dla wytwórni niezależnej Caroline, będącej oddziałem wytwórni Virgin. Początkowo sprzedał się w około 100tys. egzemplarzy, pokrywając się ostatecznie platyną po sukcesie następnego albumu - Siamese Dream z roku 1993.

## Lista utworów
Wszystkie utwory Billy Corgan, poza podpisanymi inaczej.
1. I Am One (Corgan/Iha)
2. Siva
3. Rhinoceros
4. Bury Me
5. Crush
6. Suffer
7. Snail
8. Tristessa
9. Window Paine
10. Daydream

Po ostatnim utworze pojawia się krótki utwór-żart o nazwie „I'm Going Crazy”.

## Inne utwory zarejestrowane podczas sesji doGish
- „Blue” (wydany na epce Lull, 1992)
- „Bullet Train to Osaka” (wydany na singlu I Am One, 1992)
- „Jesus Loves His Babies” (wydany w boksie Mashed Potatoes, 1994)
- „Obscured” (wydane na składance Pisces Iscariot, 1994)
- „Slunk” (wydany na epce Lull, 1992)
- „Why Am I So Tired?” (wydane na płycie Earphoria, 1994/2002)
- „La Dolly Vita” (wersja z Gish nie została nigdy wydana, wcześniejsza jest dostępna na singlu * Tristessa i kompilacji Pisces Iscariot)

## Pozycje na listach

### Album
| Rok  | Notowanie         | Pozycja |
| ---- | ----------------- | ------- |
| 1991 | Top Heatseekers   | 6       |
| 1991 | The Billboard 200 | 195     |

### Single
| Rok  | Singel        | Notowanie          | Pozycja |
| ---- | ------------- | ------------------ | ------- |
| 1991 | „Rhinosceros” | Modern Rock Tracks | 27      |
| 1992 | „I Am One”    | UK Singles Chart   | 73      |

## Twórcy
- Billy Corgan – wokal, gitara
- D’arcy Wretzky – gitara basowa, wokal w „Daydream"
- James Iha – gitara, wokal
- Jimmy Chamberlin – perkusja
- Chris Wagner – skrzypce, altówka („Daydream”)
- Mary Gaines – wiolonczela („Daydream”)

Nieznana jest tożsamość flecisty w utworze „Suffer”.